# Microsoft PixelSense
Microsoft PixelSense (anteriormente llamado Microsoft Surface) es un producto de Microsoft que permite al usuario manejar contenidos digitales con movimientos de las manos u objetos. Esta tecnología es resultado de la combinación entre software con hardware. Este producto fue anunciado el 30 de mayo de 2007 y fue lanzado al mercado en noviembre de 2007. Los primeros clientes fueron hoteles, tiendas, restaurantes y lugares de entretenimiento.

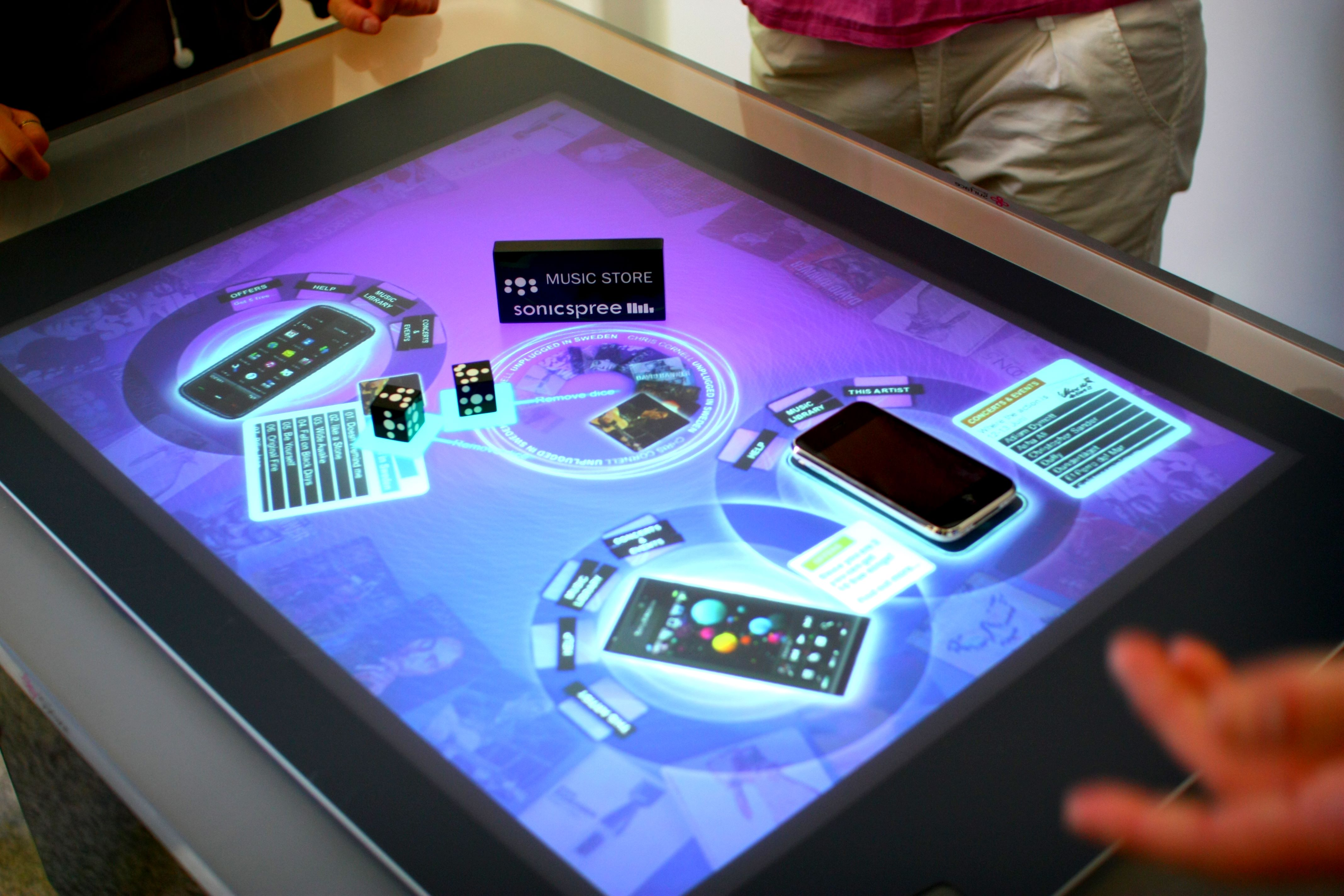

## Historia
La tecnología detrás de Surface es llamada multitáctil. Tiene al menos 25 años de historia, comenzando en 1982, con  trabajo inicial hecho en la Universidad de Toronto (tabletas multitáctiles) y Bell Labs (pantallas multitáctiles).
La idea del producto para Surface fue inicialmente conceptualizada en 2001 por Steven Bathiche de Microsoft Hardware y Andy Wilson de Microsoft Research. En octubre de 2001, un equipo virtual fue formado con Bathiche y Wilson como miembros claves, para llevar la idea al siguiente paso del desarrollo.
En el 2003, el equipo presentó la idea al presidente de Microsoft Bill Gates, en una revisión de grupo. Más tarde, el equipo virtual fue expandido y un prototipo llamado T1 fue producido en un mes. El prototipo estaba basado en una mesa IKEA con un corte de agujero en la parte superior y una hoja de vitela arquitectónica usada como difusor. El equipo también desarrolló algunas aplicaciones, incluyendo pinball, un navegador de fotos y un rompecabezas de video. En el año siguiente, Microsoft construyó más de 85 prototipos para Surface. El diseño de hardware final se realizó en el 2005.
Un concepto similar fue usado en la película de ciencia ficción del 2005 La Isla, por el personaje de Sean Bean "Merrick". Como se aprecia en el comentario del DVD, el director Michael Bay estableció que el concepto del aparato vino de la consulta con Microsoft durante la filmación de la película. Uno de los consultistas tecnológicos asociados de la película de MIT se unió más tarde a Microsoft para trabajar en el proyecto Surface.
Surface fue presentado por el CEO de Microsoft Steve Ballmer el 29 de mayo de 2007 en la conferencia The Wall Street Journal's D: All Things Digital en Carlsbad, California. Surface Computing es parte del Microsoft's Productivity and Extended Consumer Experiences Group, el cual es parte de la división de Entretenimiento & Aparatos. Las pocas primeras compañías en desplegar Surface serán Harrah's Entertainment, Starwood Hotels & Resorts Worldwide, T-Mobile y el distribuidor, International Game Technology.

## Especificaciones
Surface posee una pantalla de 30 pulgadas (76 cm) empotrado en una mesa de dimensiones de 56 cm de alto, 53 cm de profundidad y 108 cm de ancho. La parte superior de Surface es de acrílico y su marco interior está revestido de polvo de acero. Requiere un enchufe Americano Estándar de 100-120 V. El software corre bajo Windows Vista y posee conexiones Ethernet 10/100, wireless 802.11 b/g y Bluetooth 2.0.